# Statistiques au baseball
 (mai 2010).
Si vous disposez d'ouvrages ou d'articles de référence ou si vous connaissez des sites web de qualité traitant du thème abordé ici, merci de compléter l'article en donnant les références utiles à sa vérifiabilité et en les liant à la section « Notes et références ».
 (mai 2010).
Les statistiques au baseball font partie intégrante du jeu. Elles sont très importantes pour résumer et évaluer les performances d'un joueur. Les joueurs de positions (offensif et défensif) et les lanceurs ont leurs statistiques particulières. Bien qu'extrêmement nombreuses, quelques-unes suffisent à la compréhension du jeu.
Ce qui suit comprend les statistiques qui demandent des calculs. Les coups sûrs, les coups de circuits, les retraits au bâton, etc. ne sont qu'additionnés.

## Présence officielle au bâton
Pour qu'un frappeur soit crédité d'une présence officielle, une des situations ne doit pas survenir :
- but sur balles ;
- atteint d'un tir ;
- sacrifice (par un amorti ou un ballon) ;
- obstruction (du receveur, habituellement) ;
- la manche prend fin pendant la présence (un coureur est retiré, ce frappeur recommencera son tour au début de la prochaine manche) ;
- le frappeur est remplacé par un autre frappeur (si le compte montre deux prises et que le substitut est retiré sur trois prises, le premier frappeur hérite du retrait).

On calcule donc le nombre de présences totales ainsi :
- Présences officielles + buts sur balles + atteint d'un tir + obstruction défensive + coups sacrifices + ballons sacrifices.

## L'offensive
Les statistiques les plus courantes en offensive sont la moyenne au bâton, le pourcentage de présences sur les buts, le total des buts, le pourcentage de puissance, le ratio de circuit et le ratio de retrait de bâton.

### Moyenne au bâton
La moyenne au bâton indique le nombre de fois qu'un frappeur atteint les buts avec un coup sûr. Elle est écrite en anglais avec un point (.301) mais en français avec une virgule et un zéro (0,301). Une moyenne supérieure à 0,300 est considéré comme excellente. Seulement 7 joueurs actifs ont une moyenne au bâton en carrière supérieure à 0,300.
Au baseball majeur, pour qu'un frappeur soit éligible à la course à la meilleure moyenne, il doit avoir 3,1 présences officielles par match jouées par l'équipe. Si l'équipe joue un calendrier complet (162 parties), le frappeur doit donc avoir 502 présences.
- (Coups sûrs) divisé par (Présences officielles au bâton).
  - Exemple : 167 coups sûrs en 483 présences au bâton donne une moyenne de .346, ce qui est excellent.

### Pourcentage de présences sur les buts
Permet de juger de la capacité d'un joueur à se rendre sur les buts.
- (Coups sûrs + Buts sur balles + Atteint d'un lancer) divisé par (Présences officielles + Buts sur balles + Atteint d'un lancer + Ballons sacrifices)

### Total de buts
Lors du calcul de la moyenne au bâton, un coup sûr a la même valeur, qu'il soit un double ou un circuit. Cette statistique est plus précise quant à la valeur d'un frappeur.
- Nombre de simples + (doubles x 2) + (triples x 3)+ (circuits x 4)
  - ou TB = H+2B+(2x3B)+(3xHR)

### Pourcentage de puissance
Un frappeur de circuit aura habituellement une bonne moyenne de puissance et une moyenne au bâton assez faible. Un joueur plus complet aura probablement moins d'écart entre les deux moyennes, qui seront quand même relativement hautes. Pour un frappeur de simples, on regardera plutôt la moyenne de présences sur les buts.
- (Total de buts) divisé par (Présences officielles au bâton).

### Ratio de circuits
Nombre de circuits par présences officielles. Un frappeur avec un ratio 1/12 et mieux est considéré comme un frappeur de puissance.
- (Présences officielles au bâton) divisé par (Circuits).

### Ratio de retraits au bâton
Mener dans cette catégorie n'est pas très flatteur. C'est une bonne idée de frapper beaucoup de circuits, sinon.
- (Retraits au bâton) divisé par (Présences officielles au bâton).

## La défensive
Mesurer ou quantifier les capacités défensives d'un joueur ou d'une équipe a toujours été, pour les statisticiens, l'aspect le plus difficile. De nouvelles méthodes sont présentées sur une base régulière.

### Pourcentage de jeu défensif
Un joueur défensif n'a que quatre possibilités de jeu :
- Effectuer un retrait
- Assister à un retrait (Par exemple on accorde une assiste à un voltigeur qui lance au marbre, permettant au receveur de retirer un coureur)
- Commettre une erreur
- Ne rien faire.

Il relève du marqueur officiel de décider si un joueur défensif devait faire un effort exceptionnel pour effectuer un retrait. Si l'effort est dans les normes (encore une fois, selon le jugement du marqueur) et que le retrait n'est pas effectué, le joueur se voit décerner une erreur. Le désavantage d'une telle statistique est qu'elle pénalise le joueur qui tentera de jouer le plus de balles possibles. Celui qui n'a pas de mobilité, par exemple, rejoindra moins de balles et commettra donc moins d'erreurs.
- (Retraits + Assistes) divisé par (Retraits + Assistes + Erreurs)

## Les lanceurs
Bien que la fiche victoires/défaites soit la plus importante au point de vue de l'équipe, on juge le talent d'un lanceur selon une combinaison de statistiques. Le nombre de coups sûrs et de buts sur balles par 9 manches lancées, le nombre de circuits accordés dans une saison, etc. sont facilement quantifiables. D'autres demandent des calculs plus complexes.
Voyons avant tout ce qui est considéré comme un point mérité :

### Point mérité
Un point mérité est un point marqué où le lanceur est tenu responsable. On doit reconstruire la manche en enlevant les erreurs (qui inclut l'obstruction du receveur) et les balles passées (tir qu'un receveur devait normalement attraper et qui permet à un coureur d'avancer d'un but). Le bénéfice du doute doit toujours aller au lanceur pour déterminer quels buts auraient été atteints sans erreurs.
(a) Un point est mérité à chaque fois qu'un coureur touche au marbre grâce à un coup sûr, un amorti sacrifice, un but volé, un retrait, un optionnel, un but sur balles, un frappeur atteint d'un tir, une feinte illégale ou un mauvais lancer (un tir au marbre que le receveur ne peut capter avec un effort normal, incluant une troisième prise échappée qui permet au frappeur d'atteindre le 1er but) et ce avant que la défensive ait eu la chance d'effectuer un jeu. Pour ce règlement, l'interférence défensive constitue une chance de jeu.
- (1) Le lanceur est seul responsable d'un mauvais lancer.
- (b) Le point n'est pas mérité si le frappeur (qui éventuellement le marbre) atteint les sentiers...
- (1) Grâce à un coup sûr et que sa présence au bâton a été prolongée par un ballon échappé en territoire des fausses balles
- (2) À cause d'une obstruction
- (3) À cause d'une erreur
- (c) Aucun point ne peut être mérité quand la vie d'un coureur est prolongée par une erreur.
- (d) Aucun point ne peut être mérité si le marqueur juge que, sans erreur, le point n'aurait pas marqué.
- (e) Une erreur commise par un lanceur est considérée la même qu'une commise par un autre joueur défensif.
- (f) Lorsqu'une erreur défensive survient, le lanceur reçoit le bénéfice du doute quant à la position potentielle des coureurs si aucune erreur n'était survenue.
- (g) Quand un lanceur est remplacé durant une manche, les points marqués par la suite sont portés à sa fiche si ces points sont marqués pas les coureurs qui étaient déjà sur les buts ou par un coureur qui atteint les sentiers grâce à un optionnel.

Exception : Si le releveur (le lanceur substitut) affronte le frappeur à qui le lanceur précédent avait effectué des lancers et que le frappeur atteint le 1er but grâce à un but sur balles, le point éventuellement marqué par ce frappeur sera porté à la fiche du premier lanceur si le compte (balles/prises) était avantageux pour le frappeur. Sinon, le releveur hérite du point.
Exemples de compte avantageux
- 2 balles, 0 prise
- 2 balles, 1 prise
- 3 balles, 0 prise
- 3 balles, 1 prise
- 3 balles, 2 prises

Autre compte, le releveur hérite du point.

### Moyenne de points mérités
Statistique essentielle pour un lanceur, elle permet de juger de son habileté à empêcher l'adversaire de marquer. Bien que les matchs complets (9 manches) se font de plus en plus rares, la statistique est ramenée sur neuf manches pour aider à la compréhension.
Pour un lanceur, on divise une manche en 3 (pour 3 retraits). Si un lanceur quitte le match après n'avoir retiré qu'un frappeur, il aura donc lancé 1/3 de manche. Si un lanceur partant quitte avec deux retrait en 7e manche, il aura donc lancé 6 2/3 (6.2) manches.
- Calcul : (Points mérités * 9) divisé par (Manches lancées)

### Pourcentage de victoires
Tout simplement, détermine le ratio victoire/défaite du lanceur.
Un lanceur peut participer à la rencontre sans être impliqué dans le résultat. Dans le cas où le lanceur gagne ou perd la partie, on dira qu'il a une décision.
Le lanceur n'a pas de décision dans les situations suivantes :
- Il quitte le match alors que le score est égal et qu'aucun point n'est porté à sa fiche après son départ
- Il quitte le match en avance et la relève perd cette avance
- Il quitte le match tirant de l'arrière et l'attaque comble le déficit
- Il est le lanceur partant et n'a pas lancé au moins cinq manches (il ne peut mériter la victoire, mais la défaite peut être portée à sa fiche).

Pourcentage = (Nombre de victoires) divisé par (Nombre de décisions)

## Les releveurs
Toutes les statistiques des lanceurs partants s'appliquent aux releveurs (sauf le minimum de cinq manches), mais une de plus est spécifique aux releveurs.

### Le sauvetage
Un releveur portera à sa fiche un sauvetage quand toutes les conditions suivantes sont remplies :
1. Il lance lors du dernier retrait du match gagné par son équipe.
2. La victoire n'est pas portée à sa fiche.
3. Un de ces trois critères sont rencontrés :

- Entre dans le match comme lanceur avec une avance de 3 points ou moins et lance au moins une manche.
- Entre dans le match comme lanceur avec le point égalisateur sur les buts, au bâton ou dans le cercle d'attente (prochain à se présenter au bâton).
- Entre dans le match comme lanceur avec l'avance et lance au moins 3 manches en gardant cette avance.

Si un releveur entre dans le match comme lanceur avec l'avance et la perd, un sabotage est crédité à sa fiche, et ce même si son équipe gagne éventuellement le match.